# Стронг, Джереми (актёр)
Дже́реми Стронг (англ. Jeremy Strong; род. 25 декабря 1978[…], Джамайка плэйн[…]) — американский актёр. Наиболее известен по роли Кендалла Роя в драматическом сериале «Наследники», принёсшей ему премии «Эмми» и «Золотой глобус» и награду Гильдии киноактёров Америки. Лауреат премии «Тони» за лучшую мужскую роль в пьесе за воплощение образа Доктора Томаса Стокмана в бродвейской адаптации «Врага народа». В 2022 году был признан журналом Time одним из ста самых влиятельных людей в мире.

## Ранняя жизнь
Стронг родился в Бостоне, Массачусетс в семье Морин и Дэвида Стронгов. Его дед работал водопроводчиком в Куинсе. Его мать работала медсестрой в хосписе, а отец — в тюрьме для несовершеннолетних. Он жил в «неблагополучном районе» в районе Джамайка Плейн в Бостоне, который он часто называл «местом, откуда я просто хотел выбраться». Его семья принадлежала к рабочему классу. Поскольку его родители не могли позволить себе поехать в отпуск за пределы Бостона, они поставили каноэ на шлакоблоках во дворе дома, Стронг и его братья часто сидели в нём и делали вид, что отправляются в путешествие. У его родителей были непростые отношения на протяжении всего его детства, и в конце концов они развелись.
Когда Стронгу было 10 лет, его родители перевезли семью в пригород Садбери, Массачусетс, в более хорошую школу. Стронг вспоминал о Садбери как о «своеобразном городке с пансионатом, где мы не имели к нему отношения». Его интерес к актёрскому мастерству начался там, когда он стал участвовать в детской театральной группе и выступать в мюзиклах. Среди его партнеров по детскому театру была старшая сестра Криса Эванса. Эванс вспоминает, что выступления Стронга произвели на него большое впечатление. Позже Эванс и Стронг играли вместе в школьной постановке «Сон в летнюю ночь».
Стронг окончил Йельский университет, где изучал английскую литературу.

## Актёрская карьера
Прежде чем начать актёрскую карьеру, Стронг работал в качестве стажёра над фильмами «В поисках Ричарда», «Подарок на Рождество», «Суровое испытание», «Разбирая Гарри», «Амистад», «Плезантвиль» и «Вам письмо». Он также был ассистентом Питера Ригерта и Дэниела Дэй-Льюиса на съёмках фильмов «Король угла» и «Баллада о Джеке и Роуз» соответственно. После окончания Йельского университета в 2001 году, Стронг переехал в Нью-Йорк, где в течение нескольких лет перебивался случайными заработками.

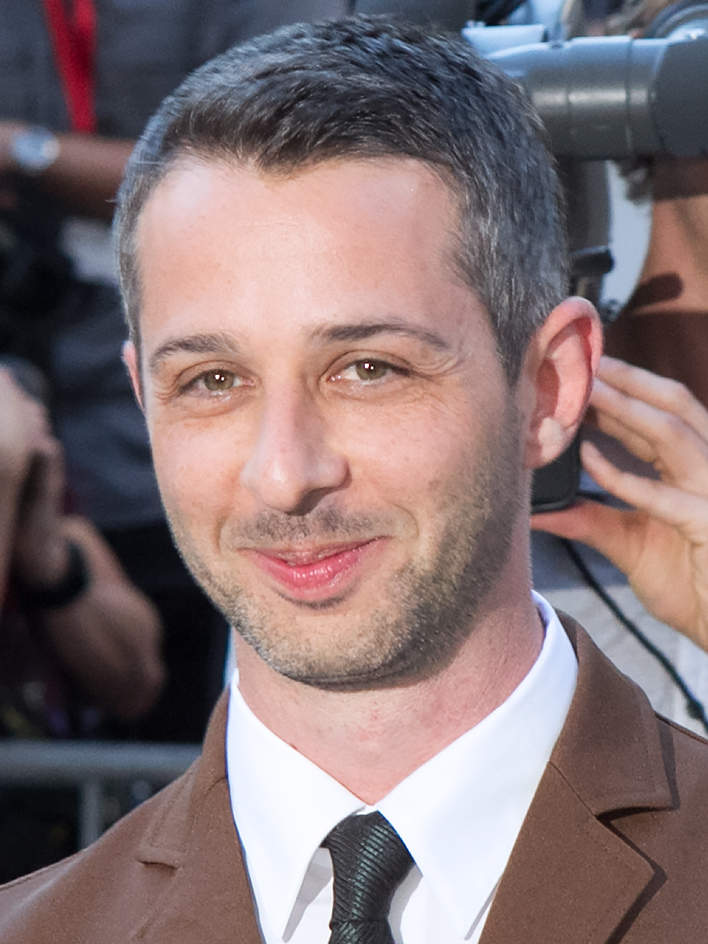
2014 год

Во время одной из любительских театральных постановок Стронг был замечен писателем Джоном Патриком Шэнли, который предложил ему роль в своей пьесе «Вызов» (2006). В 2007 году Стронг появился с ролью в пьесе Ричарда Нельсона «Фрэнк дома», а год спустя дебютировал на большом экране с ролями в фильмах «Округ Гумбольдта» и «Явление». В том же году 2008 году Стронг исполнил главную роль в театральной постановке «Небесный Иерусалим: Допрос Баруха де Спинозы на конгрегации в талмуд-торе: Амстердам, 27 июля 1965 года», за которую получил номинацию на премию Люсиль Лортел, а также пьесе «Человек на все времена», ставшей его бродвейским дебютом. В 2009 году он появился в фильмах «Посланник», «Убей папочку на ночь» и «Контакт под кайфом», и постановке пьесы Терезы Ребек «Наш дом». Роль в пьесе Ника Джонса «Трус» 2010 года принесла Стронгу вторую номинацию на премию Люсиль Лортел. С 2011 по 2013 год он сыграл гостевую роль консультанта Мэтта Беккера в сериале «Хорошая жена». Он также сыграл небольшие роли в фильмах «Линкольн» и «Цель номер один», в 2012 году номинированных на премию «Оскар» за лучший фильм, а также «Робот и Фрэнк», после чего снялся в фильмах «Парклэнд» (2013), «Судья», «Сельма» (оба 2014) и «Чёрная месса» (2015).
В 2016 году Стронг сыграл небольшую роль в комедийной драме Адама Маккея «Игра на понижение», принёсшую ему номинацию на премию Гильдии киноактёров США в качестве члена актёрского состава фильма, а также несколько раз появился в четвёртом сезоне сериала «Мастера секса». В 2017 году он сыграл небольшие роли в фильмах «Детройт» и «Большая игра».
С 2018 по 2023 год Стронг исполнял одну из главных ролей в драматическом телесериале HBO «Наследники», принёсшую ему похвалу от критиков и ряд престижных наград, в том числе «Эмми» и «Золотой глобус».
В 2019 году Стронг сыграл в триллере Стивена Найта «Море соблазна», в 2020 году появился в фильмах «Джентльмены» Гая Ричи и «Суд над чикагской семёркой» Аарона Соркина, за который был удостоен премии Гильдии киноактеров Америки совместно с актерским составом фильма.

## Личная жизнь
С 2016 года Стронг женат на психиатре Эмме Уолл, у них трое дочерей, старшая из которых родилась в 2018 году, а младшая - в 2021.

## Актёрские работы

### Кино
| Год  | Русское название           | Оригинальное название        | Роль                | Примечания             |
| ---- | -------------------------- | ---------------------------- | ------------------- | ---------------------- |
| 2008 | Округ Гумбольдта           | Humboldt County              | Питер               |                        |
| 2008 | Явление                    | The Happening                | рядовой Остер       |                        |
| 2009 | Посланник                  | The Messenger                | солдат              |                        |
| 2009 | Убей папочку на ночь       | Kill Daddy Good Night        | Брюс                |                        |
| 2009 | Контакт под кайфом         | Contact High                 | Карлос              |                        |
| 2010 | Романтики                  | The Romantics                | Пит                 |                        |
| 2010 | Да                         | Yes                          | мужчина             | Короткометражный фильм |
| 2011 |                            | Love Is Like Life But Longer | слепой мужчина      | Короткометражный фильм |
| 2012 | Линкольн                   | Lincoln                      | Джон Джордж Николай |                        |
| 2012 | Робот и Фрэнк              | Robot and Frank              | Джейк               |                        |
| 2012 |                            | Please, Alfonso              | Альфонсо            | Короткометражный фильм |
| 2012 | Найти своё счастье         | See Girl Run                 | Брэндон             |                        |
| 2012 | Цель номер один            | Zero Dark Thirty             | Томас               |                        |
| 2013 | Парклэнд                   | Parkland                     | Ли Харви Освальд    |                        |
| 2014 | Судья                      | The Judge                    | Дейл Палмер         |                        |
| 2014 | Перерыв на бездумье        | Time Out of Mind             | Джек                |                        |
| 2014 | Сельма                     | Selma                        | Джеймс Риб          |                        |
| 2015 | Чёрная месса               | Black Mass                   | Джош Бонд           |                        |
| 2015 | Игра на понижение          | The Big Short                | Винни               |                        |
| 2017 | Детройт                    | Detroit                      | адвокат Лэнг        |                        |
| 2017 | Большая игра               | Molly’s Game                 | Дин Кит             |                        |
| 2019 | Море соблазна              | Serenity                     | Рид Миллер          |                        |
| 2020 | Джентльмены                | The Gentlemen                | Мэттью Бергер       |                        |
| 2020 | Суд над чикагской семёркой | The Trial of the Chicago 7   | Джерри Рубин        |                        |
| 2022 | Время Армагеддона          | Armageddon Time              | Ирвинг Графф        |                        |
| 2024 | Ученик. Восхождение Трампа | The Apprentice               | Рой Кон             |                        |
| TBA  | Избавь меня от небытия     | Deliver Me From Nowhere      | Джон Ландау         |                        |

### Телевидение
| Год         | Русское название | Оригинальное название | Роль        | Примечания                     |
| ----------- | ---------------- | --------------------- | ----------- | ------------------------------ |
| 2011—2013   | Хорошая жена     | The Good Wife         | Мэтт Беккер | Повторяющаяся роль, 5 эпизодов |
| 2013        | Город гангстеров | Mob City              | Майк Хендри | Повторяющаяся роль, 4 эпизода  |
| 2016        | Мастера секса    | Masters of Sex        | Арт Дрисен  | Повторяющаяся роль, 9 эпизодов |
| 2018 — 2023 | Наследники       | Succession            | Кендалл Рой | Регулярная роль, 39 эпизодов   |

### Театр
| Год       | Русское название       | Оригинальное название  | Роль                 | Площадка                        | Примечания  |
| --------- | ---------------------- | ---------------------- | -------------------- | ------------------------------- | ----------- |
| 2006      | Вызов                  | Defiance               | рядовой Эван Дэвис   | Театр «New York City Center»    | Офф-Бродвей |
| 2007      | Фрэнк дома             | Frank’s Home           | Уильям               | Театр «Playwrights Horizons»    | Офф-Бродвей |
| 2008      | Небесный Иерусалим     | New Jerusalem          | Барух де Спиноза     | Театр «Classic Stage Company»   | Офф-Бродвей |
| 2008      | Человек на все времена | A Man for All Seasons  | Ричард Рич           | Театр «American Airlines»       | Бродвей     |
| 2009      | Наш дом                | Our House              | Мерв                 | Театр «Playwrights Horizons»    | Офф-Бродвей |
| 2010      | Трус                   | The Coward             | Люсидус Каллинг      | Театр «The Duke on 42nd Street» | Офф-Бродвей |
| 2012—2013 | Великий бог Пан        | The Great God Pan      | Джейми               | Театр «Playwrights Horizons»    | Офф-Бродвей |
| 2024      | Враг народа            | An Enemy of the People | Доктор Томас Стокман | TBA                             | Бродвей     |

## Награды и номинации
| Год  | Ассоциация                     | Категория                                                             | Номинированная работа      | Результат |
| ---- | ------------------------------ | --------------------------------------------------------------------- | -------------------------- | --------- |
| 2008 | Премия Люсиль Лортел           | Лучшая мужская роль                                                   | Небесный Иерусалим         | Номинация |
| 2011 | Премия Люсиль Лортел           | Лучшая мужская роль                                                   | Трус                       | Номинация |
| 2016 | Кинофестиваль Палм-Спрингс     | Лучший актёрский ансамбль                                             | Игра на понижение          | Победа    |
| 2016 | Премия Гильдии киноактёров США | Лучший актёрский состав в кино                                        | Игра на понижение          | Номинация |
| 2020 | Эмми                           | Лучший актёр в драматическом сериале                                  | Наследники                 | Победа    |
| 2020 | Выбор критиков                 | Лучший актёр в драматическом телесериале                              | Наследники                 | Победа    |
| 2020 | Спутник                        | Лучший актёр второго плана в телесериале, мини-сериале или телефильме | Наследники                 | Победа    |
| 2021 | Премия Гильдии киноактёров США | Лучший актёрский состав в кино                                        | Суд над чикагской семёркой | Победа    |
| 2022 | Золотой глобус                 | Лучший актёр в драматическом телесериале                              | Наследники                 | Победа    |
| 2022 | Выбор критиков                 | Лучший актёр в драматическом телесериале                              | Наследники                 | Номинация |
| 2022 | Эмми                           | Лучший актёр в драматическом сериале                                  | Наследники                 | Номинация |
| 2022 | Спутник                        | Лучший актёр в драматическом сериале                                  | Наследники                 | Номинация |
| 2022 | Премия Гильдии киноактёров США | Лучший актёр в драматическом сериале                                  | Наследники                 | Номинация |
| 2022 | Премия Гильдии киноактёров США | Лучший актёрский состав в драматическом сериале                       | Наследники                 | Победа    |
| 2023 | Спутник                        | Лучший актёр второго плана                                            | Время Армагеддона          | Номинация |
| 2023 | Эмми                           | Лучший актёр в драматическом сериале                                  | Наследники                 | Номинация |
| 2024 | Золотой глобус                 | Лучший актёр в драматическом телесериале                              | Наследники                 | Номинация |
| 2024 | Выбор критиков                 | Лучший актёр в драматическом телесериале                              | Наследники                 | Номинация |
| 2024 | Премия Гильдии киноактёров США | Лучший актёрский состав в драматическом сериале                       | Наследники                 | Победа    |
| 2024 | Тони                           | Лучший актёр в пьесе                                                  | Враг народа                | Победа    |
| 2025 | Золотой глобус                 | лучший актёр второго плана                                            | Ученик. Восхождение Трампа | Номинация |
| 2025 | Оскар                          | Лучшая мужская роль второго плана                                     | Ученик. Восхождение Трампа | Номинация |